# 로턴자유꼬리박쥐
로턴자유꼬리박쥐(Otomops wroughtoni)는 큰귀박쥐과에 속하는 박쥐의 일종이다. 이전에는 인도의 서고츠 지역에 제한적으로 분포하는 것으로 간주했지만, 최근에는 북동인도와 캄보디아의 멀리 떨어진 지역에서 발견되기도 한다. 서식지 감소와 제한적 분포 지역때문에 멸종위급종으로 등록되기도 했다.

## 분포
인도에서 로턴자유꼬리박쥐는 카르나타카 주의 남인도 지역과 인도 북동부 메갈라야 주의 두 군데 지역에서 발견된다.